# 原金太郎
原 金太郎（はら きんたろう、1951年6月25日 - ）は、日本の俳優。静岡県出身。ダックスープ所属。

## 略歴
法政大学法学部卒業。1973年、早稲田小劇場入団。1975年、1977年には、ヨーロッパ・東欧公演にも参加。1978年、早稲田小劇場の俳優8人と共に劇団眞空艦を旗揚げ。1981年、劇団卍に入団、1990年、「卍」解散後、フリーで活動。
特技は空手、乗馬、ジャズダンス、水泳。

## 主な出演

### 舞台
- 会議
- 14歳の国
- 砂に沈む月
- 酔いざめお園
- がめつい奴
- 青い鳥のハムレット
- どんぐりと山猫
- スラブボーイズ
- 夜の子供
- ナイス・エイジ（2000年・2006年、ナイロン100℃）
- こちら葛飾区亀有公園前派出所（2001年版） - 大原大次郎 役
- 幽霊たち（2011年6月〜7月）

### テレビドラマ
- 演技者。
  - 第6弾：ミツオ（2002年、フジテレビ） - コブラの父 役
  - 第8弾：14歳の国（2003年、フジテレビ） - サイトウ 役
- TRICK3 第5話（2003年11月13日、テレビ朝日） - パン屋店主 役
- ミニモニ。でブレーメンの音楽隊（2004年、NHK教育） - 八百屋 役
- 新選組! 第11話（2004年、NHK総合） - 親方 役
- 松本清張 黒革の手帖 第6話（2004年、テレビ朝日）
- 湯けむりスナイパー（2008年、テレビ東京）
- 龍馬伝 第21話（2010年、NHK総合）
- ゲゲゲの女房（2010年6月、NHK総合） - 債権者 役
- まっつぐ〜鎌倉河岸捕物控〜 第10話（2010年7月、NHK総合） - 佃屋 役
- スクール!! 第3話（2011年1月、フジテレビ）
- おひさま第2週（2011年4月、NHK総合） - 校長 役
- マルモのおきて 第1話（2011年4月、フジテレビ） - 従業員 役
- 水戸黄門第43部 第7話「家族愛にまさる宝なし -藤枝-」（2011年8月15日、TBS） - 玄心 役
- 野田ともうします。 シーズン2 第2話「信じる心、忘れないでください」（2011年10月13日、NHKワンセグ2） - 「八百政」のおじさん 役
- 梅ちゃん先生（2012年4月、NHK総合） - 食堂の客 役
- アナザーフェイス〜刑事総務課・大友鉄〜（2012年5月26日、テレビ朝日） - 佐川智光 役
- 花の鎖（2013年9月17日、フジテレビ） - 梅原太一 役
- 乾杯戦士アフターV（2014年、東名阪ネット6・5いっしょ3ちゃんねる） - トレジャーラメゴールド 役
- リバースエッジ 大川端探偵社 第2話（2014年4月26日、テレビ東京） - ラブホテルオーナー 役
- 民王（2015年、テレビ朝日） - 闇雲渡 役
- 馬子先輩の言う通り（2015年） - 大川係長 役
- 世にも奇妙な物語 '16春の特別編「夢見る機械」（2016年5月28日、フジテレビ） - 工場長 役
- 警視庁いきもの係 第3話（2017年7月23日、フジテレビ） - 河田透 役
- ハロー張りネズミ 最終話（2017年9月15日、TBS） - 村人たち 役
- おんな城主 直虎（2017年、NHK総合）
- 民衆の敵〜世の中、おかしくないですか!?〜 第3話（2017年11月6日、フジテレビ）
- 99.9-刑事専門弁護士- SEASON II 第8話（2018年3月11日、TBS） - 金子源助 役
- 執事 西園寺の名推理2（2019年） - 西陽介 役
- サイン (2011年の韓国のテレビドラマ)（2019年） - 持田刑事 役
- 相棒
  - season18 第4話「第4話 声なき声」（2019年10月30日） - 屋久島勝 役
  - season23 第5話「幽霊ホテル」（2024年11月20日） - 宿泊客 役
- ケイジとケンジ〜所轄と地検の24時〜（2020年） - 田ノ中敬三 役
- 特捜9 Seaon3（2020年） - 大谷真二郎 役
- 30歳まで童貞だと魔法使いになれるらしい 第4、5話（2020年11月6日-11日、テレビ東京） - 橋本社長 役
- アノニマス〜警視庁“指殺人”対策室〜 第7話（2021年3月8日、テレビ東京） - 樺山啓一 役
- おかえりモネ（2021年） - 伊藤さん 役
- ゴシップ#彼女が知りたい本当の○○ 第1話（2022年1月6日、フジテレビ） - 金子京平 役
- 吉祥寺ルーザーズ 第7話（2022年5月23日、テレビ東京） - 市井 役
- マル秘の密子さん 第5話（2024年8月17日、日本テレビ） - 井内 役[1]
- 無能の鷹 第2話（2024年10月18日、テレビ朝日） - 剛院豪志 役[2]

### テレビ番組
- ビットワールド - 中田ハラキン（私立パイレーツ学校校長（アスミンの祖父）） 役 他（2008 - 不定期）
- 祝女〜shukujo〜 シーズン1-3 - 無限男子のマネージャー 役ほか
- ゴッドタン - キス我慢選手権にてみひろ、長澤つぐみの父親役

### 映画
- ダンボールハウスガール（2001年） - スミちゃん 役
- 黄昏流星群 星のレストラン（2002年） - 近藤 役
- 油断大敵（2003年） - 中尾 役
- タイヨウのうた（2006年） - 船のオーナー 役
- しゃべれども しゃべれども（2007年） - ほおずき屋のおやじ 役
- 遠くの空に消えた（2007年）
- 罪とか罰とか（2009年） - 江戸やん 役
- 死刑台のエレベーター（2010年）
- 東京公園（2011年） - バーの常連客 役
- あしたのジョー（2011年） - 少年院院長 役
- 営業1∞万回（2012年） - ホテルのオーナー 役[3]
- 銀魂（2017年7月14日、ワーナー・ブラザース映画）
- ヒノマルソウル〜舞台裏の英雄たち〜（2021年6月18日、東宝）

### ミュージックビデオ
- メジャーデビュー指南 CreepyNuts（2017年） - 異国の王 役